# Computertheorie des Geistes
Die Computertheorie des Geistes besagt, dass der Geist ein rechnerisches System ist, das durch neuronale Aktivität im Gehirn realisiert (d. h. physisch umgesetzt) wird. Die Theorie kann auf viele Arten ausgearbeitet werden und hängt weitgehend davon ab, wie der Begriff „Berechnung“ verstanden wird. Der Begriff „Berechnung“ wird üblicherweise im Sinne von Turing-Maschinen verstanden, die Symbole nach einer Regel in Kombination mit dem internen Zustand der Maschine verarbeiten. Der entscheidende Aspekt eines solchen Berechnungsmodells ist, dass wir von bestimmten physikalischen Details der Maschine, die die Berechnung durchführt, abstrahieren können. So könnte die entsprechende Berechnung beispielsweise entweder von Siliziumchips oder biologischen neuronalen Netzen durchgeführt werden, solange es eine Reihe von Ausgaben gibt, die auf Manipulationen von Eingaben und internen Zuständen beruhen und nach einer Regel ausgeführt werden. Die Computertheorie des Geistes geht daher davon aus, dass der Geist nicht einfach mit einem Computerprogramm vergleichbar ist, sondern dass er buchstäblich ein rechnerisches System ist.
Warren McCulloch und Walter Pitts stellten in ihrer Arbeit „A Logical Calculus of the Ideas Immanent in Nervous Activity“ als erste die These auf, dass neuronale Aktivität auf Berechnungen beruht. Sie argumentierten, dass neuronale Berechnungen Kognition erklären. Die Theorie wurde in ihrer modernen Form von Hilary Putnam 1967 vorgeschlagen und von seinem Doktoranden, dem Philosophen und Kognitionswissenschaftler Jerry Fodor in den 1960er, 1970er und 1980er Jahren weiterentwickelt. Obwohl die Ansicht in den 1990er Jahren in der analytischen Philosophie aufgrund der Arbeiten von Putnam selbst, John Searle und anderen heftig umstritten war, ist sie in der modernen Kognitionspsychologie weit verbreitet und wird von vielen Theoretikern der Evolutionspsychologie vorausgesetzt.